# Keynote Records
Keynote Records was een Amerikaans platenlabel uit de jaren veertig. Het werd in 1940 opgericht door Eric Bernay. Aanvankelijk bracht hij onder meer protestliedjes uit de Sovjet-Unie uit. In de jaren vanaf 1943 verschenen er veel jazzplaten op die waren geproduceerd door Harry Lim. In 1948 ging het label bankroet. Later kwam Keynote in handen van Mercury Records.
Musici die op het label verschenen waren onder meer Count Basie, Barney Bigard, Cozy Cole, Roy Eldridge, Bud Freeman, Paul Gonsalves, Coleman Hawkins, Neal Hefti, Earl Hines, Milt Hinton, Jonah Jones, Red Norvo, Paul Robeson, Gene Sedric, Charlie Shavers, Willie Smith, Rex Stewart, Juan Tizol, Lennie Tristano, Dinah Washington en Lester Young.